# Decodificador de endereços

Um demux 2-para-4 linhas.

Em eletrônica digital, um decodificador de endereços (ou descodificador, em Portugal) é um circuito  que possui dois ou mais bits de um barramento de endereços  como entradas e que possui um ou mais dispositivos de seleção de linhas como  saída. Quando os endereços para um dispositivo em particular aparecem no  barramento de endereços, o decodificador de endereços confirma a linha de seleção para aquele dispositivo. Um decodificador de endereços separado de  dispositivo único pode ser incorporado em cada dispositivo em um barramento  de endereços, ou um decodificador de endereço único pode servir múltiplos  dispositivos. No último caso, um decodificador de endereços com N bits de  endereços de entrada pode servir a até 2N dispositivos separados.  Vários membros da série 7400 de CIs são decodificadores de endereços. Um exemplo é o TTL 74154. Este  decodificador de endereços possui quatro endereços de entrada e 16 (isto é, 24 ) linhas de seleção de saída. Um decodificador de  endereços também é denominada de "demultiplexador" ou "demux," embora  estes termos sejam mais genéricos e possam referir-se a outros dispositivos  além de decodificadores de endereços. O TTL 74154 acima mencionado pode ser  chamado de "demux 4-para-16".
Decodificadores de endereços são blocos de construção fundamentais para  sistemas que usem barramentos. Eles estão representados em todas as famílias  de circuitos integrados e em todas as bibliotecas-padrão FPGA e ASIC.  São discutidos em textos introdutórios em design de lógica digital.